# 鄧炳光
鄧炳光，JP（1961年1月14日—），是香港差餉物業估價署署長，於2014年5月起上任，接替曾梅芬。鄧於2019年1月14日開展退休前休假，而其原位則將會由原副署長蔡立耀接任。

## 背景
鄧炳光早年居住在九龍東頭邨20座，1972年畢業於徙置區內的道慈佛社九龍學校下午校，1977年畢業於英華書院，1983年10月加入政府任職見習差餉物業估價主任，1984年9月獲聘用為助理差餉物業估價測量師。他後來於2001年12月晉升為首席物業估價測量師，2006年8月獲擢升為差餉物業估價署助理署長，及至2012年11月升任差餉物業估價署副署長。由於原差餉物業估價署署長曾梅芬開始退休前休假，鄧於2014年5月5日接替其位成為署長。2019年1月14日，時任署長的鄧開始退休前休假，其位由時任副署長的蔡立耀繼任。